# Језера на Шар-планини
На Шар-планини се налази 27 глацијалних језера. Ова језера се налазе у Северној Македонији и у Србији (на Косову и Метохији). Ова језера су позната и као Шарске очи.

## Потенцијал
Према досадашњим истраживањима, сматра се да укупна количина језерске воде на Шар-планини износи 250.000 m². Међутим због наноса који доспевају у језеро количина воде у њима се смањује.

## Списак језера
- Боговињско језеро,
- Велики вир (Шар-планина),
- Мали вир (Шар-планина),
- Велико караниколичко језеро,
- Мало караниколичко језеро,
- Скакаличко језеро,
- Велико јажиначко језеро,
- Мало јажиначко језеро,
- Штрбачко језеро (Ливадичко језеро),
- Горњодоброшко језеро,
- Доњодоброшко језеро,
- Кривошиско језеро,
- Бело језеро (Шар-планина),
- Црно језеро (Шар-планина),
- Челепинска језера,
- Гиноводно језеро,
- Шутманско језеро,
- Горњоврачанско језеро,
- Доњоврачанско језеро,
- Дефско језеро,
- Велико Дедељбешко језеро,
- Мало Дедељбешко језеро,
- Црн вир (Шар-планина),
- Горње блатештичко језеро (повремено),
- Доње блатештичко језеро (повремено).

Сем ових језера на Шар-планини постоји и неколико безимених језера, која и поред малих димензија не пресушују. Такође на Шар-планини се налазе и бројне локве (Шарске локве) које се не могу уврстити у језера.
Постоји и око 14 повремених језера која у току лета пресушују.